# Bedarfsorientierte Mindestsicherung
Zum aktuellen Artikel: Sozialhilfe (Österreich).
Dieser Artikel beschreibt eine nicht mehr aktuelle Situation (2010–2019).

Die Sozialhilfe in Österreich wurde entsprechend einer Vereinbarung, die im Jahr 2010 zwischen allen Bundesländern und dem Bund (eine Vereinbarung gemäß Art. 15a B-VG) umgestaltet und mit dem neuen Begriff bedarfsorientierte Mindestsicherung (BMS) versehen. Sie bestand aus einer Bargeldleistung und einer unentgeltlichen Krankenversicherung.
2019 wurde vom österreichischen Nationalrat ein „Sozialhilfe-Grundsatzgesetz“ beschlossen und die Sozialhilfe erneut umgestaltet. Seither wird auch offiziell wieder der vorherige Begriff „Sozialhilfe“ verwendet. In einigen Bundesländern wird auch im Jahr 2021 noch der Begriff „bedarfsorientierte Mindestsicherung“ verwendet.

## Konzept
Wie bei der Sozialhilfe basierte die bedarfsorientierte Mindestsicherung auf der Subsidiarität. Sie kam ausschließlich jenen Personen zu, die über keine angemessenen eigenen Mittel verfügen und durch Leistungsansprüche gegenüber Dritten den eigenen Bedarf bzw. den ihrer Angehörigen nicht ausreichend decken konnten. Als Vermögensfreibetrag für Ersparnisse war der fünffache Wert der monatlichen Leistung vorgesehen (4.139,13 Euro (2015)).
Die Mindestsicherung gliederte sich in einen Betrag zur Deckung des Lebensbedarfs und einen zur Deckung des Wohnbedarfs (= 25 % des Regelsatzes). Wurde durch den pauschalierten Wohnbedarf der reale Wohnbedarf nicht gedeckt, so konnte weiterhin Wohnbeihilfe beantragt werden.
Wer Mindestsicherung bezog, war automatisch krankenversichert und erhielt die e-card.
Die nötigen Gesetzesanpassungen haben in einigen Bundesländern zu einer verspäteten Einführung der Mindestsicherung geführt und damit zu rückwirkenden Auszahlungen. Als letztes Bundesland hatte Oberösterreich am 7. Juli 2011 die Mindestsicherung ins Landesrecht umgesetzt.
Im Gegensatz zur alten Sozialhilfe wurde der Bezug der Bedarfsorientierten Mindestsicherung von der Arbeitsbereitschaft der Bezieher abhängig gemacht, was auch die Teilnahme an Schulungsmaßnahmen und Wiedereingliederungsmaßnahmen des Arbeitsmarktservices umfasste sowie Beratungs- und Betreuungsmaßnahmen. Ausnahmen galten für Personen, die das Regelpensionsalter erreicht hatten, Menschen mit Betreuungspflichten für Kinder, die das 3. Lebensjahr noch nicht vollendet hatten, sofern keine geeignete Betreuungsmöglichkeit vorhanden war, Personen, die Betreuungsleistung gegenüber Angehörigen hatten, die ein Pflegegeld mindestens der Stufe 3 bezogen und Personen, die Sterbebegleitung oder Begleitung von schwerstkranken Kindern leisteten.
Bei Weigerung eine vom Arbeitsmarktservice zugewiesene Arbeit anzunehmen oder an einer arbeitsmarktpolitischen Maßnahme teilzunehmen, konnte der Bezug des Bedarfs zur Lebenshaltung auf unbestimmte Dauer um 25 % bzw. bei wiederholtem Male um 50 % gekürzt und bei beharrlicher Weigerung komplett gestrichen werden. Beschwerden gegen diese Kürzungen kam in manchen Bundesländern keine aufschiebende Wirkung zu.
Die Leistungen für Kinder variierten von Bundesland zu Bundesland, betrugen jedoch mindestens 149,01 Euro. Die ersten drei Kinder von anspruchsberechtigten Personen erhöhten in der Regel die Leistung stärker als weitere Kinder, während etwa bei der Familienbeihilfe das umgekehrte Prinzip galt (für das zweite Kind wurde mehr Familienbeihilfe ausgezahlt als für das erste usw.).
| pro Monat                                                                    | Betrag     |
| ---------------------------------------------------------------------------- | ---------- |
| Alleinstehende u. Alleinerzieher/innen                                       | € 827,82   |
| für (Ehe-)Paare                                                              | € 1.241,74 |
| für minderjährige Kinder mit Anspruch auf Familienbeihilfe                   | € 149,01   |
| für jede weitere Erwachsene und unterhaltsberechtigte Person                 | € 413,91   |
| für Personen in einer Wohngemeinschaft ohne gegenseitige Unterhaltsansprüche | € 620,81   |

## Anspruchsberechtigte
Anspruchsberechtigte waren:
- österreichische Staatsbürger,
- EU- beziehungsweise EWR-Bürger, die sich als Arbeitnehmer in Österreich befinden oder schon länger als fünf Jahre in Österreich wohnen,
- Drittstaatsangehörige, die bereits länger als fünf Jahre rechtmäßig in Österreich leben sowie
- anerkannte Flüchtlinge und subsidiär Schutzberechtigte ab Zuerkennung ihres Status.[4] Subsidiär Schutzberechtigte in den Bundesländern Salzburg, im Burgenland und in der Steiermark haben aber laut UNHCR keine Möglichkeit, um Mindestsicherung anzusuchen.[5] Mit Februar 2016 hat auch Niederösterreich den Anspruch auf Mindestsicherung für subsidiär Schutzberechtigte abgeschafft.

## Zahlen und Entwicklungen
Mitte 2014 betrug die Zahl der Mindestsicherungsbezieher österreichweit 238.000 Personen. Bis 2016 stieg die Zahl auf 324.155. Fast 60 % der Mindestsicherungsbezieher lebten in Wien. Nach Verschärfungen beim Zugang zur Mindestsicherung 2016 in Ober- und Niederösterreich, erhöhten sich die Belastungen für den Haushalt der Stadt Wien deutlich, weil die Politik dort an den Regelungen von 2015 festhielt. Insbesondere bei Asylberechtigten und anerkannten Flüchtlingen erhöhte sich die Zahl der Empfänger um 40 % innerhalb eines Jahres von 2015 bis 2016. Die Mindestsicherungs-Bezüge betrugen Anfang 2017 in Wien maximal 837 Euro pro Person, während nach den Änderungen in Ober- und Niederösterreich neu zugezogene Personen maximal 572,50 Euro erhielten. Pro Haushalt oder Wohngemeinschaft wurde die Mindestsicherung in Ober- und Niederösterreich zudem mit 1.500 Euro gedeckelt.
In den Jahren 2013 bis 2017 ist die Zahl der Personen, die Mindestsicherung bezogen, im Vergleich zum Vorjahr angestiegen.
2015 betrugen die österreichweiten Gesamtkosten für die Mindestsicherung 807,6 Millionen Euro, was 0,8 Prozent aller Sozialausgaben entspricht. 2016 stiegen diese Kosten auf  1.024 Millionen Euro.
Im Jahr 2018 sank die Zahl der Personen, die Mindestsicherung bezogen. Insgesamt bezogen im Jahr 2018 289.646 Personen Mindestsicherung, davon 167.283 in Wien.

### 2019 Reform der Mindestsicherung – erneute Umbenennung auf „Sozialhilfe“
Im November 2018 stellte die türkis-blaue Bundesregierung Reformpläne zur Einschränkung der Mindestsicherung vor. Es wurde dabei mit Zahlenangaben argumentiert, dass sehr viele Menschen mit Migrationshintergrund die Mindestsicherung beziehen. Die Zahlenangaben waren umstritten und nicht belegbar/nachvollziehbar. Andere Zahlenangaben, z. B. dass unter anderem arbeitsunfähige Menschen/Behinderte oder eine Große Zahl minderjährige Kinder (84.000 im Gesamtjahr 2017) durch die Mindestsicherung unterstützt werden, wurden seitens der Regierung nicht erwähnt.
Aufgeschlüsselt nach Staatsbürgerschaft gab es zuletzt (damals 2018) durchschnittlich 222.087 Bezieher pro Monat (307.853 im Gesamtjahr 2017), davon 50,42 % mit österreichischer Staatsbürgerschaft. Etwa 7 % Prozent der Bezieher kamen aus EU- oder EWR-Staaten und 42,4 %, aus Drittstaaten. Erstmals ausgewertet wurde von der Statistik Austria im Jahr 2017, bei wie vielen Beziehern es sich um Asylberechtigte und subsidiär Schutzberechtigte handelt (31,2 %), wobei für das Bundesland Steiermark keine Daten vorliegen.
Im November 2018 kippte der Europäische Gerichtshof eine von der schwarz-blauen Regierungskoalition in Oberösterreich beschlossene und mit Juli 2016 in Kraft getretene gesetzliche Regelung, die eine deutlich niedrigere Mindestsicherung für subsidiär Schutzberechtigte und befristet Schutzberechtigte als für dauerhaft Asylberechtigte vorsah.